# Constructions aéronautiques du Béarn

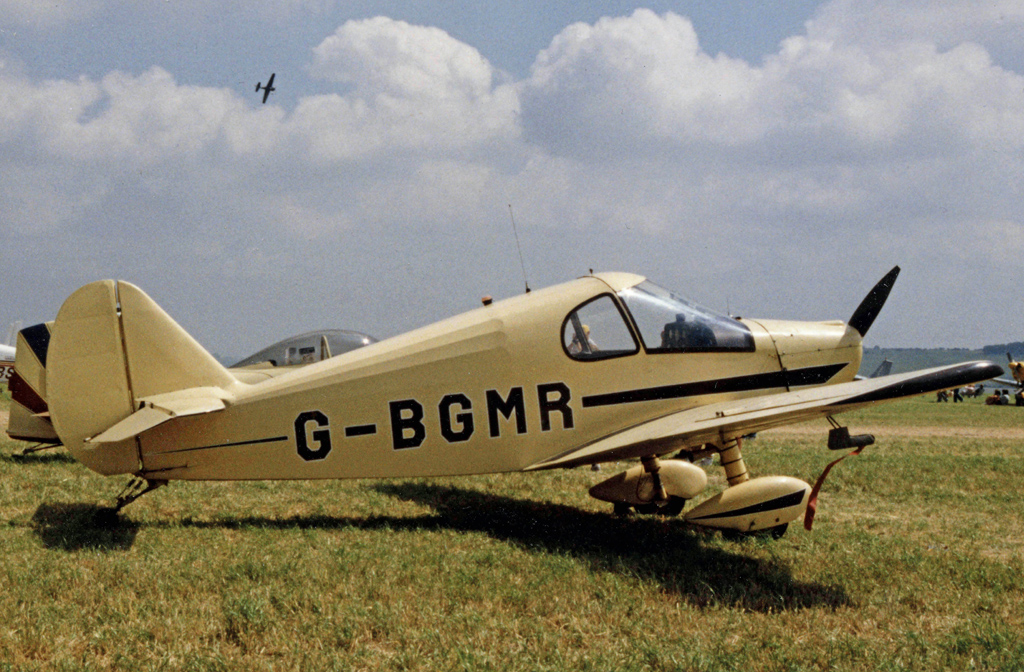
Minicab 1993 in England

Constructions Aéronautiques du Béarn (kurz: CAB) war ein französischer Flugzeughersteller mit Firmensitz in Pau. Die Werkshallen befanden sich  am Aéroport de Pau-Pyrénées.

## Geschichte
CAB wurde 1948 von Max Laporte und Yves Gardan in Pau gegründet. Das Hauptprodukt war die CAB GY-20 Minicab, ein Kleinflugzeug, das von Yves Gardan entworfen wurde. Der Erstflug des Minicab-Prototyps fand am 1. Januar 1949 statt, Pilot war Max Fischl (1922–2006), der auch bei Airbus als Testpilot tätig war.
Von diesem Typ wurden ab 1950 unter der Bezeichnung GY-20 und GY-201 rund 30 Stück in Pau gebaut. 1952 brach eine GY-20 den bis dahin bestehenden Weltrekord in ihrer Flugzeugklasse, sie flog Nonstop 1825 km weit. Im folgenden Jahr stellte die Minicab den Weltrekord über eine Strecke von 2000 km mit einer Durchschnittsgeschwindigkeit von 183 km/h auf.

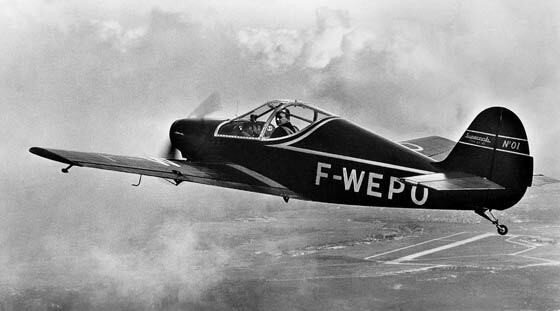
GY-30 Supercab mit Einziehfahrwerk

Die CAB Supercab, eine modifizierte GY 20 Minicab mit leistungsstärkerem Triebwerk und Einziehfahrwerk, flog zum ersten Mal am 5. Februar 1954. Es wurden insgesamt sieben Stück in Pau gefertigt. Ende der  1950er Jahre wurde die Fertigung in Pau aufgegeben.

## Selbstbau
Die Baupläne wurden danach an Flugzeug-Selbstbauer vertrieben. Die Minicab wurde weltweit rund 130 mal in Einzelstücken nachgebaut. Sie wird auch unter den Bezeichnungen Falconar Hawk, Falconar MiniHawk oder Barritault JB.01 betrieben.
Zehn Maschinen sind in der Schweiz noch in Betrieb, sieben sollen in Frankreich und ca. neun in England fliegen. Lizenzen wurden nach dem Ende der Serienproduktion nach Kanada und England sowie in die USA verkauft. Unter der Bezeichnung „Cavalier“ werden von der amerikanischen Firma Mac Fam in Montana Pläne einer Konstruktion vertrieben, die auf die Minicab zurückgeht. Die Firma Falconar in USA verkauft Pläne für ein Minicab mit Dreibeinfahrwerk unter dem Namen Minihawk.